# Oqaban Hindukush
Oqaban Hindukush es un equipo de fútbol de Afganistán. Juegan en la Liga Premier de Afganistán. Fue fundada en agosto de 2012 por la creación de la Liga Premier de Afganistán y sus jugadores han sido elegidos a través de un casting-show llamado Maidan-E-Sabz (Campo Verde). Representan la región central de Afganistán. En la temporada 3 de la Liga Premier de Afganistán, Oqaban Hindukush FC se clasificó para la final en 2014, por primera vez en su liga. Ellos perdieron en tiempo extra contra Shaheen Asmayee F.C. 3-2, y recibió el título de Subcampeón.

## Historia
En la Afghan Premier League 2012 son eliminados en la fase de grupos al empatar 2-2 contra el Mawjhai Amu F.C., ser goleados 4-0 por el Toofaan Harirood F.C. y perder 2-1 contra el Simorgh Alborz FC. En la Liga Premier de Afganistán 2013 queda eliminados en semifinales al ganar 2-1 en la ida y perder 1-3 en la vuelta contra el Simorgh Alborz FC. En la Liga Premier de Afganistán 2014 terminan Subcampeones al perder 3-2 contra el Shaheen Asmayee F.C.. En la Liga Premier de Afganistán 2015 queda eliminado en la fase de grupos al empatar 1-1 con el De Abasin Sape F.C., ganar 1-0 contra el Mawjhai Amu F.C. y perder 0-2 contra el De Spin Ghar Bazan F.C..

## Estadio

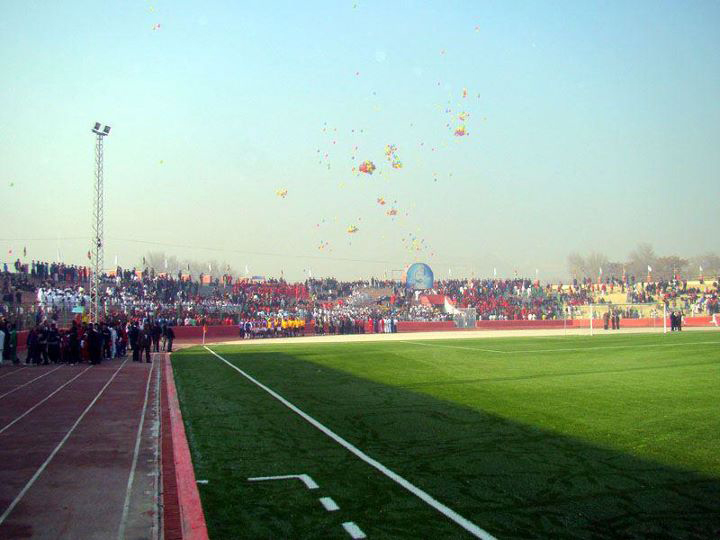
Estadio Nacional de Afganistán.

El equipo juega de local en el Estadio Nacional de Afganistán, donde juegan también Afganistán, Maiwand Kabul F.C., Ferozi F.C., Seramiasht F.C., Javan Azadi Kabul F.C. y Hakim Sanayi Kabul F.C., el estadio fue construido en 1923, está ubicado en Kabul y tiene capacidad para 23.000 espectadores.